# مارتن تي بارلو
مارتن تي بارلو (بالإنجليزية: Martin T. Barlow)‏ هو رياضياتي بريطاني، ولد في 16 يونيو 1953 في لندن في المملكة المتحدة.